# ラプソデー
ラプソデーは日本の競走馬、種牡馬。第18回菊花賞優勝馬である。
名前は音楽の狂詩曲（ラプソディー）にちなむ。6歳下の半弟に重賞2勝、シンザンとの激闘でその名を知られるミハルカスがいる。

## 経歴
3歳になったラプソデーは東京競馬場の小西喜蔵厩舎に所属し、1956年9月8日にデビュー。この新馬戦は2着だったが、2戦目の新馬戦を勝ち上がるとジュニヤーステークスまで4連勝、朝日杯3歳ステークスは惜しくもハナ差の2着だったが、3歳時は9戦5勝・2着3回の好成績を残す。
4歳になってからは勝ちきれないレースが続き、皐月賞（6着）からは、それまで騎乗していたベテランの坂本栄三郎騎手から、若手の矢倉義勇騎手に乗り代わりとなった。NHK杯では2着と健闘したが、レース後に一頓挫があり、東京優駿（日本ダービー）は断念して初夏を休養に充てる事になった。夏の函館で復帰した後は一転して順調に勝ち星を重ねるようになり、秋はセントライト記念こそアングロアラブの怪物セイユウの前に敗れたものの、その後クラシック競走最後の一冠・菊花賞を制した。長距離競走の菊花賞優勝馬ではあるが、夏場における中距離戦での活躍が評価され、この年の啓衆社賞（現・JRA賞）最良スプリンターに選出されている。
菊花賞の後は再び勝ちきれないレースが続き、5歳になった1958年からは、鞍上を再びベテラン騎手中心に切り替え、再び坂本騎手が手綱を取って2戦目の安田記念で、ギンヨクを2馬身差に下して菊花賞以来の勝利をすると、その後のオープン戦も勝利、日本経済賞は惜しくも2着だったが、秋期競馬に向けて静岡県伊豆の大仁温泉へと休養に出された。
しかし、1958年9月27日にラプソデーが休養していた大仁温泉が台風22号の直撃を受ける。これが後に狩野川台風と呼ばれた大災害となり、この台風による大雨で、ラプソデーの休養していた狩野川沿いの牧場も鉄砲水に襲われた。ラプソデーは膝までつかるほどの泥水の中を一晩中必死にさまよい、全身傷だらけになりながらも翌朝奇跡的に救助されたが、担当していた馬丁（現在でいう厩務員）が亡くなるという悲劇に遭遇する。
ラプソデーは一命を取り留めたが、この災害に遭遇したことによる精神面のショックは甚大であったようで、その後競馬への復帰を目指して様々な試みが行われたものの、ついに復帰できないままに翌1959年の春に競走馬としての登録が抹消された。
その後は種牡馬となったが、産駒には恵まれなかった。

## 血統表
| ラプソデーの血統（ハイペリオン系 / Swynford4×4=12.50% | ラプソデーの血統（ハイペリオン系 / Swynford4×4=12.50% | ラプソデーの血統（ハイペリオン系 / Swynford4×4=12.50% | （血統表の出典）       | （血統表の出典） |
| 父 *フランクリー Frankly 1945 鹿毛 アメリカ           | 父の父Heliopolis 1936 鹿毛 イギリス                   | Hyperion                                              | Gainsborough           | Gainsborough     |
| 父 *フランクリー Frankly 1945 鹿毛 アメリカ           | 父の父Heliopolis 1936 鹿毛 イギリス                   | Hyperion                                              | Selene                 |                  |
| 父 *フランクリー Frankly 1945 鹿毛 アメリカ           | 父の父Heliopolis 1936 鹿毛 イギリス                   | Drift                                                 | Swynford               | Swynford         |
| 父 *フランクリー Frankly 1945 鹿毛 アメリカ           | 父の父Heliopolis 1936 鹿毛 イギリス                   | Drift                                                 | Santa Cruz             |                  |
| 父 *フランクリー Frankly 1945 鹿毛 アメリカ           | 父の母Clickety Clark 1940 鹿毛 アメリカ               | Flying Heels                                          | Flying Ebony           | Flying Ebony     |
| 父 *フランクリー Frankly 1945 鹿毛 アメリカ           | 父の母Clickety Clark 1940 鹿毛 アメリカ               | Flying Heels                                          | Heeltaps               |                  |
| 父 *フランクリー Frankly 1945 鹿毛 アメリカ           | 父の母Clickety Clark 1940 鹿毛 アメリカ               | Arena                                                 | St.James               | St.James         |
| 父 *フランクリー Frankly 1945 鹿毛 アメリカ           | 父の母Clickety Clark 1940 鹿毛 アメリカ               | Arena                                                 | Oval                   |                  |
| 母 第弐ハレルヤ 1943 鹿毛 日本                        | 母の父*ステーツマン Statesman 1930 黒鹿毛 イギリス    | Blandford                                             | Swynford               | Swynford         |
| 母 第弐ハレルヤ 1943 鹿毛 日本                        | 母の父*ステーツマン Statesman 1930 黒鹿毛 イギリス    | Blandford                                             | Blanche                |                  |
| 母 第弐ハレルヤ 1943 鹿毛 日本                        | 母の父*ステーツマン Statesman 1930 黒鹿毛 イギリス    | Dail                                                  | Land League            | Land League      |
| 母 第弐ハレルヤ 1943 鹿毛 日本                        | 母の父*ステーツマン Statesman 1930 黒鹿毛 イギリス    | Dail                                                  | Discourse              |                  |
| 母 第弐ハレルヤ 1943 鹿毛 日本                        | 母の母カムフオーコウホート 1936 鹿毛                  | Cohort                                                | Grand Parade           | Grand Parade     |
| 母 第弐ハレルヤ 1943 鹿毛 日本                        | 母の母カムフオーコウホート 1936 鹿毛                  | Cohort                                                | Tetrabbazia            |                  |
| 母 第弐ハレルヤ 1943 鹿毛 日本                        | 母の母カムフオーコウホート 1936 鹿毛                  | *カムフオータブル Comfortable                         | Donnacona              | Donnacona        |
| 母 第弐ハレルヤ 1943 鹿毛 日本                        | 母の母カムフオーコウホート 1936 鹿毛                  | *カムフオータブル Comfortable                         | Rocking Chair F-No.4-m |                  |